# Nora, Illinois
Nora är en ort i Jo Daviess County i delstaten Illinois, USA.